# Georgia Lind

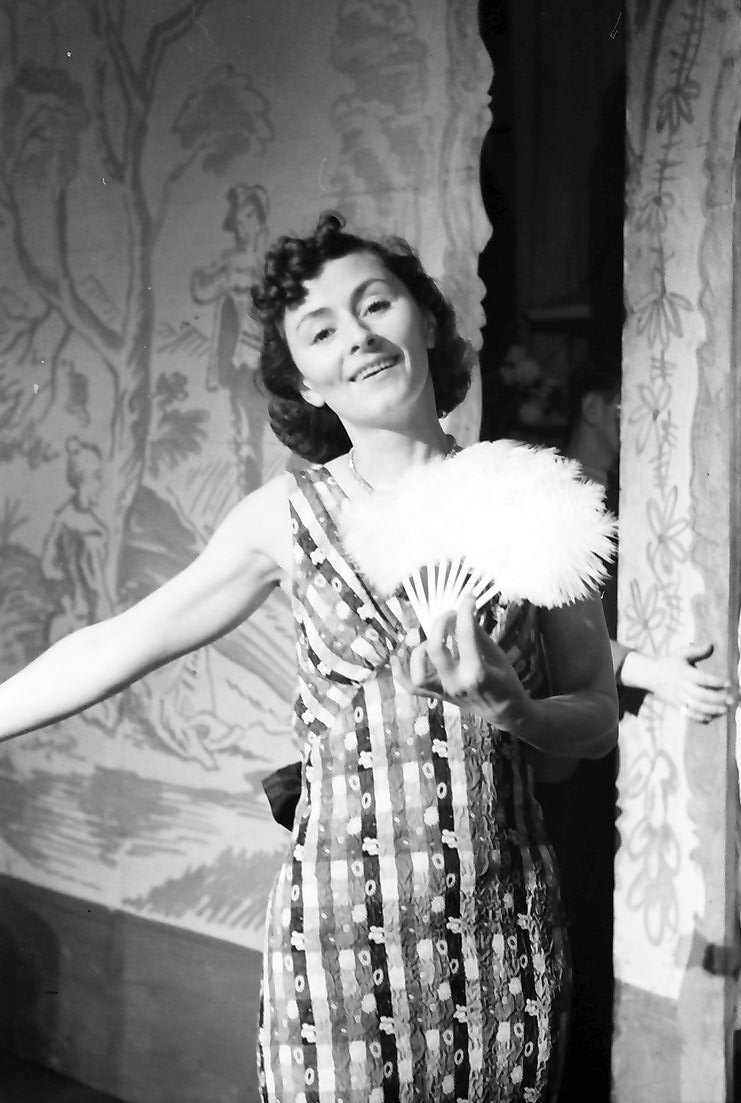
Georgia Lind im Kabarett der Komiker (1939)

Georgia Lind (* 20. November 1905 in Chemnitz; † 10. Dezember 1984 in Berlin; eigentlich Liddy Brunhilde Uhlig, auch Brunhilde Hilscher) war eine deutsche Schauspielerin.

## Leben

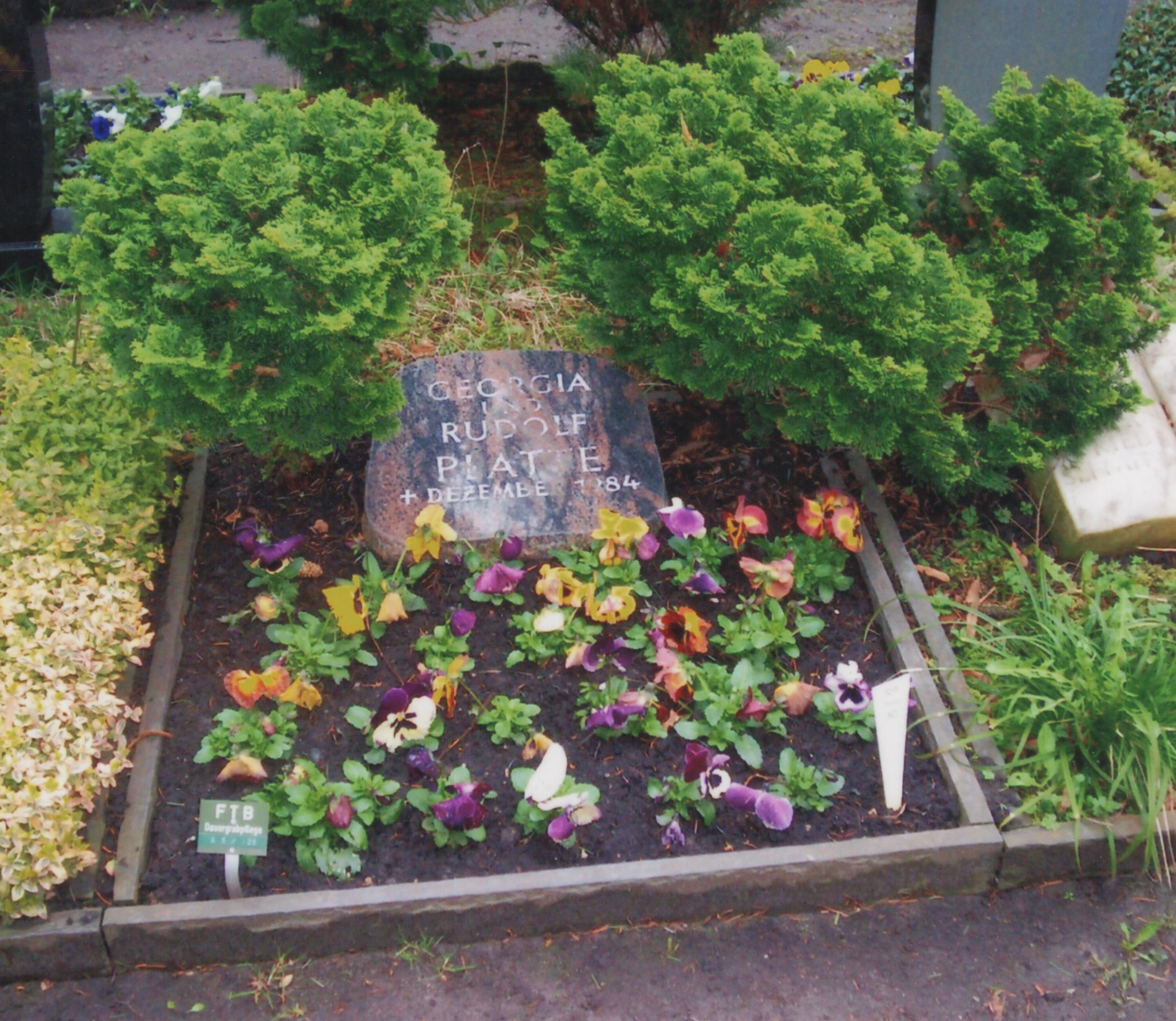
Grabstätte von Georgia und Rudolf Platte (2021)

Georgia Lind kam in den 1920er Jahren über Provinzbühnen nach Berlin.  Als Darstellerin patenter junger Frauen stand sie ab 1928 mehrfach vor der Kamera.  In Ja, ja, die Frau’n sind meine schwache Seite war sie Partnerin von Hans Albers, in Wie werde ich reich und glücklich? von Hugo Schrader.
Seit Mitte der 1930er Jahre konzentrierte sie sich wieder mehr auf die Theaterarbeit. Nach dem Ende des Zweiten Weltkrieges arbeitete sie vor allem als Hörspielsprecherin. In der RIAS-Hörfunkreihe Es geschah in Berlin sprach sie über 15 Jahre lang die Sekretärin „Fräulein Müller“.
Georgia Lind war kurzzeitig 1942 und dann wieder ab 1954 mit dem Schauspieler Rudolf Platte verheiratet, der acht Tage nach ihrem Tod verstarb. Das gemeinsame Vermögen von etwa zwei Millionen D-Mark vermachte das kinderlose Paar dem Hermann-Gmeiner-Fonds zur Förderung der SOS-Kinderdörfer.
Sie ruht neben ihrem Ehemann auf dem Friedhof Wilmersdorf (Grabnummer: A6-UW-126) in Berlin.

## Filmografie
| - 1923: Quarantäne - 1928: Die Carmen von St. Pauli - 1928: Ein Tag Film (Kurz-Spielfilm) - 1929: Die nicht heiraten dürfen - 1929: Ja, Ja, die Frau’n sind meine schwache Seite - 1929: Geschminkte Jugend - 1929: Links der Isar – rechts der Spree - 1929: Die Halbwüchsigen - 1929: Besondere Kennzeichen - 1930: Delikatessen - 1930: Lumpenball - 1930: Das Recht auf Liebe - 1930: Wie werde ich reich und glücklich? - 1930: Der Liebesmarkt | - 1932: Wie sag’ ich’s meinem Mann? - 1932: Die erste Instruktionsstunde (Kurz-Spielfilm) - 1932: Chauffeur Antoinette - 1933: Eine Frau wie Du - 1933: Höllentempo - 1933: Die kalte Mamsell - 1934: Die beiden Seehunde - 1936: Rendezvous in Paradies - 1936: Einmal unten – einmal oben - 1937: Wer hat Angst vor Marmaduke? (Kurz-Spielfilm) - 1938: Der Mann, der nicht nein sagen kann - 1948: Berliner Ballade - 1958: Ihr 106. Geburtstag - 1965: Es geschah in Berlin – (Fernsehserie, 2 Folgen) |